# Birstall
Birstall er et metropolitan borough til Kirkless. Området blev redifineret inden folketællingen i 2011 og bliver nu kaldt Birstall og Birkenshaw. Der var 16.298 indbyggere i 2011. Historisk har det været en del af West Riding of Yorkshire, og det ligger omkring 10 km sydvest for Leeds. Landsbyen ligger nogenlunde i midten mellem Leeds, Bradford, Huddersfield og Wakefield, og tæt på M62 motorway,
I juni 2016 blev det britiske parlamentsmedlem Jo Cox skudt og stukket flere gange med en kniv efter et vælgermøde på et bibliotek. Hun døde efterfølgende af sine kvæstelser..